# Тайдзі (Вакаяма)
Тайдзі (яп. 太地町, たいじちょう, тайдзі тьо) — містечко в Японії, що знаходиться в повіті Хігасімуро префектури Вакаяма. Площа становить 5,96 км², населення — 3132 людини (на 1 серпня 2014 року), щільність населення — 525,50 осіб./км².
Тайдзі віддавна відома китобійним промислом. Більшість переказів і легенд містечка пов'язані з китами.

## Географічне положення
Селище розташоване на острові Хонсю в префектурі Вакаяма регіону Кінкі. З ним межує селище Натікацуура.

## Символіка
Квіткою селища вважається Crinum asiaticum, птахом — синій кам'яний дрізд .

## Популярність
Містечко стало всесвітньо відомим після прем'єри документального фільму "Бухта" режисера Луї Психойоса, що розповідає про масове винищення дельфінів .